# Championnat du Moyen-Orient de Formule Régionale
Le Championnat du Moyen-Orient de Formule régionale (anciennement Championnat d'Asie de Formule 3 jusqu'en 2021 et Championnat d'Asie de Formule Régionale en 2022) est un championnat de course automobile utilisant des monoplaces de la catégorie Formule Régionale. Il est organisé par Top Speed depuis sa recréation en 2018.

## Histoire
Le championnat d'Asie de Formule 3 est créé en 2001 mais disparait fin 2008 par manque de pilotes et d'écuries engagées.
En 2018, Top Speed profite de la refondation de la catégorie Formule 3 par la Fédération internationale de l'automobile (FIA) pour créer un nouveau championnat d'Asie de Formule 3. Les pilotes utilisent des Tatuus-Alfa Romeo. Ce championnat pan-asiatique accueille également régulièrement des pilotes européens pour une saison complète ou pour des piges, en parallèle à un autre championnat. Le championnat a un rang officiel de Formule 3 régionale, et est officiellement certifié par la FIA.
Après deux saisons en tant que championnat standard se déroulant pendant la saison classique (2018 et 2019), les organisateurs décident de faire évoluer leur championnat en championnat hivernal, à cheval sur deux années civiles (2019-2020), à l'instar des Toyota Racing Series ou du MRF Challenge : « Le calendrier du championnat d'Asie de Formule 3 2019-2020 est conçu spécifiquement pour les besoins des pilotes qui veulent développer leurs carrières aussi rapidement que possible. ».

### Changements de dénomination depuis 2021
Suivant la nouvelle dénomination de la catégorie Formule Régionale initiée par la FIA en 2019, le championnat de Formule 3 se renomme Championnat d'Asie de Formule Régionale pour la saison 2022 (Formula Régional Asian Championship sous sa dénomination officielle). Le compétition est à nouveau renommé en 2023 en Championnat du Moyen-Orient de Formule régionale (Formula Regional Middle East Championship sous sa dénomination officielle) afin de le différencier du projet de championnat d'Asie du Sud-Est qui devrait être organisé plus tard dans l'année.

## Palmarès

### Ancien championnat (2001-2008)
| Année     | Vainqueur         | Voiture      |
| --------- | ----------------- | ------------ |
| 2001      | Jojo Silverio     | Dallara 398  |
| 2002      | Mark Goddard      | Dallara 398  |
| 2003      | Pepon Marave      | Dallara F301 |
| 2004      | Christian Jones   | Dallara F301 |
| 2005      | Ananda Mikola     | Dallara F304 |
| 2006      | James Winslow     | Dallara F305 |
| 2007      | Dillon Battistini | Dallara F304 |
| 2007-2008 | Frédéric Vervisch | Dallara F304 |

### Nouveau championnat (depuis 2018)
| Année                                            | Vainqueur                       | Équipe du champion              | Champion équipes                | Masters Cup                     | Rookie Cup                      |
| Championnat d'Asie de Formule 3                  | Championnat d'Asie de Formule 3 | Championnat d'Asie de Formule 3 | Championnat d'Asie de Formule 3 | Championnat d'Asie de Formule 3 | Championnat d'Asie de Formule 3 |
| ------------------------------------------------ | ------------------------------- | ------------------------------- | ------------------------------- | ------------------------------- | ------------------------------- |
| 2018                                             | Raoul Hyman                     | Hitech Racing                   | Hitech Racing                   | Yin Hai Tao                     | Non attribué                    |
| 2019                                             | Ukyo Sasahara                   | Hitech Racing                   | Hitech Racing                   | Paul Wong                       | Non attribué                    |
| 2019-2020                                        | Joey Alders                     | BlackArts Racing Team           | BlackArts Racing Team           | Thomas Luedi                    | Non attribué                    |
| 2021                                             | Zhou Guanyu                     | Abu Dhabi Racing by Prema       | Abu Dhabi Racing by Prema       | Non attribué                    | Ayumu Iwasa                     |
| Championnat d'Asie de Formule Régionale          |                                 |                                 |                                 |                                 |                                 |
| 2022                                             | Arthur Leclerc                  | Mumbai Falcons Limited          | Mumbai Falcons Limited          | Khaled Al Qubaisi               | Pepe Martí                      |
| Championnat du Moyen-Orient de Formule Régionale |                                 |                                 |                                 |                                 |                                 |
| 2023                                             | Andrea Kimi Antonelli           | Mumbai Falcons Limited          | Mumbai Falcons Limited          | Non attribué                    | Andrea Kimi Antonelli           |
| 2024                                             | Tuukka Taponen                  | R-ace GP                        | R-ace GP                        | Non attribué                    | Tuukka Taponen                  |
| 2025                                             | Evan Giltaire                   | ART Grand Prix                  | Mumbai Falcons Limited          | Non attribué                    | Freddie Slater                  |

### Championnat hivernal (2019)
| Année | Vainqueur    | Équipe du champion | Champion équipes | Masters Cup       |
| ----- | ------------ | ------------------ | ---------------- | ----------------- |
| 2019  | Rinus VeeKay | Hitech Racing      | Hitech Racing    | Tairoku Yamaguchi |